# Bahía de Orange
La Bahía de Orange (en inglés: Orange Bay) es el nombre que reciben dos pequeñas bahías en el país caribeño de Jamaica. La primera se encuentra ubicada en las coordenadas geográficas 18.3669076 ° N 78.3139372 ° W en la parroquia de Westmoreland, al norte de la ciudad turística de Negril. La otra esta en las coordenadas 18.2267018 ° N 76.6111422 ° W, al este, en la parroquia de Portland, a 15 millas al oeste de la capital parroquial, Port Antonio. Aquí el nombre es compartido por un pequeño pueblo ubicado justo en la costa de la bahía.